# Вежа Блумберг
Вежа Блумберг (англ. Bloomberg Tower) — хмарочос в Нью-Йорку, США. Висота 54-поверхового будинку становить 246 метрів. Будівництво було розпочато в 2001 і завершено в 2005 році. На нижніх трьох поверхах розташований торговий центр (15 тис. м²), до 30-го поверху розташовані офісні площі (83 тис. м²), більшу частину котрих орендує компанія Bloomberg L.P. — близько 65 тис. м². З 30 по 54 поверх розташовані 105 апартаментів.